# 96-та вулиця (Мангеттен)
96-та вулиця (англ. 96th Street) — головна вулиця з двостороннім рухом у Верхньому Іст-Сайді та Верхньому Вест-Сайді боро Нью-Йорка Мангеттен. Проходить двома основними ділянками: між магістраллю ФДР і П'ятою авеню на Верхньому Іст-Сайді та між заходом Центрального парку і Генрі Хадсон-Паркуей на Верхньому Вест-Сайді. Два сегменти з'єднані поперечною 97-ю вулицею через Центральний парк, яка з'єднує роз'єднані сегменти 96-ї та 97-ї вулиць з кожного боку.
96-та вулиця — одна з 15 перехресних вулиць завширшки 30 м, запланованих у плані Уповноважених 1811 року, який встановив сітку пронумерованих вулиць Мангеттена. На Вест-сайді Мангеттена 96-та вулиця є північною межею парової системи Нью-Йорка, найбільшої подібної системи в світі, яка перекачує 30 мільярдів фунтів пари в 100 000 будівель на південь від вулиці. (Північною межею на Іст-Сайді є 89-та вулиця.)